# Aelurillus iciformis
Aelurillus iciformis är en spindelart som först beskrevs av Pelegrín Franganillo Balboa 1925.  
Aelurillus iciformis ingår i släktet Aelurillus och familjen hoppspindlar. Inga underarter finns listade i Catalogue of Life.